# Unione Sportiva Civitanovese 1993-1994
Questa pagina raccoglie le informazioni riguardanti l'Unione Sportiva Civitanovese nelle competizioni ufficiali della stagione 1993-1994.

## Rosa
| N. |                   | Ruolo | Calciatore         |
| -- | ----------------- | ----- | ------------------ |
|    | Italia (bandiera) | C     | Stefano Andretta   |
|    | Italia (bandiera) | A     | Federico Barbagna  |
|    | Italia (bandiera) | D     | Enrico Barone      |
|    | Italia (bandiera) | P     | Davide Bertaccini  |
|    | Italia (bandiera) | A     | Fabrizio Calisti   |
|    | Italia (bandiera) |       | Cellini            |
|    | Italia (bandiera) | C     | Andrea Cicconi     |
|    | Italia (bandiera) | A     | Domenico Cicconi   |
|    | Italia (bandiera) | A     | Vincenzo Corrente  |
|    | Italia (bandiera) | C     | Emiliano Dal Col   |
|    | Italia (bandiera) | D     | Luca Diamanti      |
|    | Italia (bandiera) | A     | Jarno Di Geminiani |
|    | Italia (bandiera) | C     | Bob Fantazzi       |
|    | Italia (bandiera) | D     | Roberto Lattanzi   |
|    | Italia (bandiera) | A     | Saverio Luciani    |
|    | Italia (bandiera) | D     | Andrea Mazzoni     |

| N. |                   | Ruolo | Calciatore          |
| -- | ----------------- | ----- | ------------------- |
|    | Italia (bandiera) | A     | Paolo Menghini      |
|    | Italia (bandiera) | C     | Fabrizio Monda      |
|    | Italia (bandiera) | D     | Michele Moscetta    |
|    | Italia (bandiera) | C     | Andrea Pantanetti   |
|    | Italia (bandiera) | C     | Enrico Piccioni     |
|    | Italia (bandiera) | C     | Gilberto Pierantoni |
|    | Italia (bandiera) | D     | Gianmarco Polizzi   |
|    | Italia (bandiera) | C     | Gianluca Rigoni     |
|    | Italia (bandiera) | D     | Gianluca Ripari     |
|    | Italia (bandiera) | C     | Fabio Scipioni      |
|    | Italia (bandiera) | C     | Massimo Scoponi     |
|    | Italia (bandiera) | C     | Samuele Sopranzi    |
|    | Italia (bandiera) | C     | Umberto Tirelli     |
|    | Italia (bandiera) | D     | Emanuele Tramannoni |
|    | Italia (bandiera) | P     | Federico Verdini    |